# 富田林市立金剛中学校
富田林市立金剛中学校（とんだばやししりつこんごうちゅうがっこう）は、大阪府富田林市にある公立中学校。

## 沿革
金剛ニュータウンの入居開始により、ニュータウンの学校として1967年12月16日付で設置され、翌1968年1月8日に生徒7人と教職員7人で開校した。ニュータウンの人口増加に伴う生徒急増により、1980年には富田林市立葛城中学校を分離している。

## 通学区域
- 富田林市立寺池台小学校・富田林市立伏山台小学校の通学区域全域。
- 富田林市立久野喜台小学校の通学区域の一部。
- 富田林市立錦織小学校の通学区域の一部。

## 出身者
- 宮本恒靖 - ガンバ大阪監督　元日本代表
- 大西ユカリ - 歌手
- 藤本憲明 - ヴィッセル神戸のプロサッカー選手
- 永江真也 - 総合格闘家

## 交通
- 南海高野線 金剛駅から徒歩約10分。